# Sean Yates
Sean Yates (Ewell, 18 maggio 1960) è un ex ciclista su strada britannico, professionista dal 1982 al 1996. In carriera ottenne i migliori risultati nel 1988, quando vinse una tappa al Tour de France e una alla Vuelta a España.

## Palmarès
- 1981 (dilettanti)

Grand Prix d'Issoire
Paris-Connerré
Grand Prix de France (cronometro)
- 1982 (Peugeot, due vittorie)

3ª tappa, 2ª semitappa Tour d'Indre-et-Loire (Tours, cronometro)
4ª tappa, 1ª semitappa Circuit de la Sarthe (La Suze-sur-Sarthe, cronometro)
- 1984 (Peugeot, una vittoria)

Prologo Quatre Jours de Dunkerque (Dunkerque, cronometro)
- 1986 (Peugeot, una vittoria)

2ª tappa Milk Race (Lancaster > Newton Aycliffe, cronometro)
- 1987 (Fagor, due vittorie)

Grand Prix de Cannes
3ª tappa Tour of Ireland (Killarney > Tralee Ring of Kerry)
- 1988 (Fagor, quattro vittorie)

1ª tappa Parigi-Nizza (Villefranche-sur-Saône > Saint-Étienne)
11ª tappa Vuelta a España (Logroño > Jaca)
5ª tappa Grand Prix du Midi Libre (Quillan > Céret)
6ª tappa Tour de France (Liévin > Wasquehal)
- 1989 (7-Eleven, cinque vittorie)

1ª tappa, 1ª semitappa Giro del Belgio (Geel > Verviers)
1ª tappa, 2ª semitappa Giro del Belgio (Verviers > Charleroi)
Classifica generale Giro del Belgio
Prologo Giro dei Paesi Bassi (Nieuwegein, cronometro)
GP Eddy Merckx
- 1991 (Motorola, due vittorie)

5ª tappa Critérium du Dauphiné Libéré (Privas > Orange)
4ª tappa Tour of Ireland (Limerick > Cork)
- 1992 (Motorola, una vittoria)

Campionati britannici, Prova in linea
- 1993 (Motorola, una vittoria)

3ª tappa Tour DuPont (Port Deposit > Hagerstown)
- 1994 (Motorola, una vittoria)

US Pro Championship

## Piazzamenti

### Grandi Giri
- Giro d'Italia

1992: 87º
- Tour de France

1984: 91º
1985: 122º
1986: 112º
1987: non partito (24ª tappa)
1988: 59º
1989: 45º
1990: 119º
1991: ritirato (24ª tappa)
1992: 83º
1993: 88º
1994: 71º
1995: ritirato (13ª tappa)
- Vuelta a España

1985:
1988: 71º

### Classiche monumento
- Milano-Sanremo

1984: 58º
1985: 104º
1986: 50º
1987: 99º
1989: 37º
1990: 108º
1991: 128º
1993: 160º
1994: 152º
1995: 52º
1996: 151º
- Giro delle Fiandre

1989: 58º
1993: 36º
1994: 46º
1995: 32º
- Parigi-Roubaix

1988: 56º
1990: 81º
1991: 52º
1992: 13º
1993: 8º
1994: 5º
1995: 11º
1996: 45º
- Giro di Lombardia

1990: 55º
1992: 37º
1993: 26º

### Competizioni mondiali
- Campionati del mondo

Goodwood 1982 - In linea Professionisti: 46º
Altenrhein 1983 - In linea Professionisti: ritirato
Montello 1985 - In linea Professionisti: ritirato
Villach 1987 - In linea Professionisti: 70º
Ronse 1988 - In linea Professionisti: 53º
Chambéry 1989 - In linea Professionisti: ritirato
Lugano 1996 - In linea Professionisti: ritirato